# Szymon (Nowikow)
Szymon, imię świeckie Siergiej Nowikow (ur. 2 lutego 1928 w Żołninie, zm. 1 września 2006 w monasterze św. Mikołaja w Babajewsku) – rosyjski biskup prawosławny.

## Życiorys
Urodził się w rodzinie chłopskiej. W 1951 rozpoczął naukę w seminarium duchownym w Moskwie, zaś po jego ukończeniu w 1955 kontynuował wyższe studia teologiczne w Moskiewskiej Akademii Duchownej. Będąc jeszcze studentem, 29 grudnia 1958 złożył wieczyste śluby zakonne w Ławrze Troicko-Siergijewskiej, przed jej przełożonym archimandrytą Pimenem (Chmielewskim). 18 stycznia 1959 biskup dmitrowski Pimen (Izwiekow) wyświęcił go na hierodiakona. 12 kwietnia tego samego roku przyjął święcenia kapłańskie. W 1959 uzyskał tytuł kandydata nauk teologicznych w Moskiewskiej Akademii Duchownej. Został zatrudniony jako wykładowca seminarium duchownego, którego był absolwentem, zaś od 1963 – także Akademii Duchownej. W 1964 uzyskał tytuł docenta ze specjalnością w zakresie studiów bizantyjskich. Od 1965 służył w cerkwi Przemienienia Pańskiego w Łukinie.
W latach 1965–1972 był inspektorem seminarium i Akademii Duchownej w Moskwie, z godnością archimandryty. 14 października 1972 w cerkwi Opieki Matki Bożej przy Akademii miała miejsce jego chirotonia na biskupa riazańskiego i kasimowskiego, w której jako konsekratorzy wzięli udział metropolita talliński i estoński Aleksy, arcybiskupi krasnodarski i kubański Aleksy, dmitrowski Filaret oraz biskupi taszkencki i Azji Środkowej Bartłomiej, saratowski i wołgogradzki Pimen, wileński i litewski Anatol. Od 1978 nosił tytuł arcybiskupa, zaś od 2000 – metropolity.
Jako biskup riazański zorganizował na terenie swojej eparchii 150 nowych parafii, przyczyniając się tym samym do czterokrotnego wzrostu ich liczby. Był uczestnikiem dialogu między Kościołem prawosławnym a Kościołem ewangelicko-reformowanym. Jest autorem prac nt. góry Athos oraz biografii św. Bazylego Riazańskiego.
Po ukończeniu 75 lat odszedł w stan spoczynku i zamieszkał w monasterze św. Mikołaja w Babajewsku, gdzie trzy lata później zmarł.